# 上大平台信號場
上大平台信號場 （日语：／ Kami-ōhiradai-shingōjō */?）是一個位於神奈川縣足柄下郡箱根町大平台，設於小田急箱根鐵道線（箱根登山電車）大平台站－宮之下站之間的信號場。

## 概要
上大平台信號場是一個頭端式折返信號場。列車到達後，駕駛員需移步至列車的另一端，再以反方向繼續駕駛並駛入另一段路段。這樣的設計是為了簡化興建時間及節省成本，以讓鐵路能行駛至高海拔地方。
由塔之澤站起的上山路段，先後會駛經三個折返式信號場，此處為第三個。最初標高為359米，2013年經再次勘定高度後更改為346米。現時設定為日間時段列車在此交會，由大平台站上山，會使用外側的月台；由宮之下站下山，採用山側的月台。

## 結構
與其餘兩個折返式信號場不同，本處並沒有設置站房。
設有側式月台2個，提供2面2線配置，有效長度為3輛。但只供駕駛員使用，通過至另一端駕駛室繼續行駛，乘客不能在此上下車。月台上設有站牌提示。

### 月台配置
| 月台 | 路線         | 方向 | 目的地       | 備註         |
| ---- | ------------ | ---- | ------------ | ------------ |
| 外側 | 箱根登山電車 | 下行 | 強羅方向     | 不供上落乘客 |
| 內側 | 箱根登山電車 | 上行 | 箱根湯本方向 | 不供上落乘客 |

## 歷史
- 1919年6月1日：隨路線開通而設立。

## 相鄰車站
小田急箱根
 鐵道線（箱根登山電車）
大平台（OH 53）－（上大平台信號場）－（仙人台信號場）－宮之下（OH 54）